# Yejong
Yejong (né le 12 février 1450 et mort le 31 décembre 1469) est le huitième roi de la Corée en période Joseon.
Il a régné du 8 septembre 1468 jusqu'à sa mort.

## Films où apparait Yejong
- Insu daebi (it) (2011-2012)